# نیویورک هرالد
نیویورک هرالد (به انگلیسی: New York Herald) یک روزنامه آمریکایی با گستره توزیع بالا بود. مقر اصلی این روزنامه در شهر نیویورک بود و بین سال‌های ۱۸۳۵ تا ۱۹۲۴ چاپ و منتشر می‌شد.

## تاریخچه
این روزنامه نخستین بار در ۶ مه ۱۸۳۵ توسط جیمز گوردون بنت پدر، منتشر شد. نیویورک هرالد در سال ۱۸۴۵عامه‌پسندترین و سودآورترین روزنامه ایالات متحده بود. در سال ۱۸۶۱، به شمارگان ۸۴٬۰۰۰ نسخه رسید. در سال ۱۸۸۷ نسخه اروپایی نیویورک هرالد توسط جیمز گوردون بنت پسر با نام «پاریس هرالد» در پاریس تأسیس شد. در سال ۱۹۲۴، نیویورک هرالد به نیویورک تریبیون رقیب کوچکتر فروخته شد و به نیویورک هرالد تریبیون تغییر نام یافت.